# 海上保安大学校
海上保安大学校（日语：／ Kaijō Hoan Daigakkō */?）位于日本广岛县吴市若叶町5-1，为日本省厅大学校，隶属于海上保安厅，1951年设置，大学简称海保大。此校是訓練海上保安官幹部的專門學校。海上保安廳在京都府舞鶴市另設有海上保安學校（海上保安学校），訓練初階的海上保安廳職員。

## 沿革
1951年（昭和26年4月），日本海上保安廳的附属机关学校设置。昭和26年6月，本科第1期生入学式举行。
1952年（昭和27年4月），东京都江东区深川越中岛仮校舍搬迁到广岛县吴市。昭和27年7月31日（昭和27年法律第267号），海上公安局法公布、“海上公安大学校”设置。
1954年（昭和29年7月1日、昭和29年法律第164号），防卫庁设置法附则第2项，海上公安局法废止。
1975年（昭和40年4月），讲座制采用。
1976年（昭和41年2月），本科毕业生大学之大学院修士课程入学资格开启。
1990年（昭和55年4月），女子学生首度开放入学。
1992年（平成4年3月），本科毕业生学位授与机构“学士（海上保安）”的学位授予开启。
2006年（平成18年3月26日），第89代内阁总理大臣（小泉纯一郎）作为首个内阁总理大臣出席毕业典礼。

## 院系

### 基础教育科目
- 必修科目：哲学、文学、历史学、法学、宪法、经济学、行动科学、数学、统计学、物理学、物理学实验、化学、化学实验、英语、英语会话、保健体育。
- 选择科目：俄语、中国语、朝鲜语
- 体育科目选择：柔道、剑道

### 专业基础科目
- 必修科目：行政法、国际法、民事法、刑法、刑事诉讼法、海上保安制度论、海上犯罪捜査论、犯罪捜査论演习、捜索救助论、捜索救助论演习、环境防灾论、海上交通政策、特别研究
- 训练科目必修科目：拳击、武器、水泳、潜水、救急安全法、端艇、信号、逮捕术、综合指挥
- 实习科目：小型船舶，必修科目：小型船舶基础；通信实习必修科目：通信法；第三群（情报通信）专攻者必修科目：基础通信论、应用通信论、电气通信法规、通信实技、国际通信实习

### 分野别科目
- 必修科目：第一选择分野：海上取缔法、海上犯罪论、警察管理政策、警察管理政策演习、国际纷争论、国际纷争论演习、国际海洋法；第二选择分野：海上交通工学、海上交通政策演习、系统工程、海上安全工学、海上安全工学演习、国际海上安全政策、海难救助工学、海上防灾工学。

### 专门基础科目
- 共通科目：必修科目：国际政治、政策科学、情报科学、情报处理实习、气象学、海洋学、实务英语；

#### 选择科目
- 航海概论：第二群（机关）、第三群（情报通信）专攻者受讲
- 机关概论：第一群（航海）、第三群（情报通信）专攻者受讲
- 通信概论：第一群（航海）、第二群（机关）专攻者受讲

### 群体专门基础科目

#### 航海专攻
- 必修科目：航海学第一、航海学演习第一、航海学第二、航海学演习第二、航海学第三、舶用计测工学第一、舶用计测工学第二、船体运动工学第一、船体运动工学第二、船体运动工学実验、船舶运航安全工学第一、海事法第一、海事法第二、海洋气象学、船舶工学第一、船舶工学第二、船舶工学演习、船舶流体力学
- 必修科目，材料力学、材料机能学、机械要素、船内工作法、机械力学、机械设计、设计制图演习、原动机工学第一、原动机工学演习、原动机工学第二、船舶设备工学、船舶设备工学演习、燃料·润滑工学、工业热力学、流体力学、移动现象工学、电气回路论、电气机械工学
- 必修科目：情报理论、数理计划法、信号处理论、计算机工学、论理回路、移动体通信、回路理论、通信方式、电磁波工学、应用数学、通信工学实验

### 讲座
- 基础教育讲座
- 海事工学讲座
- 海上警察学讲座
- 海上安全学讲座

## 对外交流
与韩国海洋大学为合作学校。